# Јохан Кристоф Бах
Јохан Кристоф Бах (Ерфурт, 16. јун 1671 — Ордруф, 22. фебруар 1721) је био старији брат Јохана Себастијана Баха. По професији је био оргуљаш у Ордруфу.
После смрти својих родитеља, Јохана Амброзијуса Баха (1644/45–1695) и Елизабете Лемерхирт (око 1663. до 1694), преузео је бригу о браћи Јохану Себастијану и Јохану Јакобу. Младом Јохану Себастијану пружио је добро музичко образовање. Своју децу и браћу је одгајао строго, али у пријатељском духу.
Јохан Кристоф је 1689. добио музичку подуку код Јохана Пахелбела. Од 1690. је оргуљаш у главној цркви у Ордруфу (црква светог Михаила). Био је цењен и као личност и као музичар. Значајан је по томе што је записао и тако сачувао композиције својих претходника (Букстехудеа, Брунса, Пахелбела).